# Phosphaéthyne
Le phosphaéthyne est un composé chimique de formule HCP. Il s'agit du premier phosphoalcyne découvert, possédant une triple liaison C≡P. C'est l'analogue phosphoré du cyanure d'hydrogène HCN, dans lequel l'azote du nitrile est remplacé par un atome de phosphore.
Le phosphaéthyne peut être produit en faisant réagir de la phosphine PH3 avec du carbone, mais il est extrêmement réactif et polymérise immédiatement à température supérieure à −120 °C.
Cependant, plusieurs dérivés substitués avec des groupes volumineux, tels que le tert-butyle –C(CH3)3 ou le triméthylsilyle –Si(CH3)3, sont bien plus stables et constituent des réactifs utiles à la synthèse de nombreux composés organophosphorés.
Du phosphaéthyne a été détecté dans le milieu interstellaire.